# Frédéric Boulière
Frédéric Boulière (7 maggio 1976) è uno schermidore francese, specializzato nella spada.

## Biografia
Nei campionati europei di scherma ha conquistato una medaglia d'oro a Mosca nel 2002, nella gara di spada a squadre.

## Palmarès
In carriera ha conseguito i seguenti risultati:
- Europei di scherma

Mosca 2002: oro nella spada a squadre.